# Anaides fossulatus
Anaides fossulatus är en skalbaggsart som beskrevs av John Obadiah Westwood 1845. Anaides fossulatus ingår i släktet Anaides och familjen Hybosoridae. Inga underarter finns listade i Catalogue of Life.